# Seminole (Oklahoma)
Pour les articles homonymes, voir Séminole (homonymie).
La ville de Seminole est située dans le comté de Seminole, dans l’État de l’Oklahoma, aux États-Unis. Sa population s’élevait à 7 488 habitants lors du recensement de 2010, estimée à 7 522 habitants en 2015.

## Histoire
Seminole a été établie en 1906. Du pétrole a été découvert en 1926, d’où une hausse de plus de 1 000 % de sa population en 1930. 

## Personnalités liées à la ville
- Sharon Clark, mannequin, Playmate de l'Année 1971, est née à Seminole en 1943.

## Source
- (en) Cet article est partiellement ou en totalité issu de l’article de Wikipédia en anglais intitulé « Seminole, Oklahoma » (voir la liste des auteurs).